# Sundsjön (Hällesjö socken, Jämtland)
Sundsjön är en sjö i Bräcke kommun i Jämtland och ingår i Ljungans huvudavrinningsområde. Sjön har en area på 0,304 kvadratkilometer och ligger 253 meter över havet. Sjön avvattnas av vattendraget Täckelån.

## Delavrinningsområde
Sundsjön ingår i det delavrinningsområde (697069-150873) som SMHI kallar för Utloppet av Sundsjön. Medelhöjden är 301 meter över havet och ytan är 2,88 kvadratkilometer. Räknas de 10 avrinningsområdena uppströms in blir den ackumulerade arean 77,04 kvadratkilometer. Täckelån som avvattnar avrinningsområdet har biflödesordning 3, vilket innebär att vattnet flödar genom totalt 3 vattendrag innan det når havet efter 138 kilometer. Avrinningsområdet består mestadels av skog (80 procent). Avrinningsområdet har 0,3 kvadratkilometer vattenytor vilket ger det en sjöprocent på 10,5 procent.